# Pilosella iserana
Pilosella iserana là một loài thực vật có hoa trong họ Cúc. Loài này được (R.Uechtr.) Soják miêu tả khoa học đầu tiên năm 1971.